# N-甲基-1,2-二苯基乙胺
N-甲基-1,2-二苯基乙胺是一种有机化合物，化学式为C15H17N。它可由N-亚苄基甲胺和苄基氯化镁在乙醚中反应制得，或由二苯乙炔和甲胺在催化下反应，再经氰基硼氢化钠还原得到。